# Grand Prix de Denain 1968
La 10e édition du Grand Prix de Denain a eu lieu le 16 avril 1968. Elle a été remportée par le Français Jean Stablinski.

## Classement final
Jean Stablinski remporte la course,.
| \| Classement général \| Classement général \| Classement général \| Classement général \| Classement général \| \| Coureur \| Coureur \| Pays \| Équipe \| Temps \| \| ------------------ \| ------------------ \| ------------------ \| ------------------------ \| ------------------ \| \| 1er \| Jean Stablinski \| France \| Mercier-BP-Hutchinson \| \| \| 2e \| Barry Hoban \| Royaume-Uni \| Mercier-BP-Hutchinson \| \| \| 3e \| Herman Decan \| Belgique \| Flandria-De Clerck \| \| \| 4e \| Pieter Nassen \| Belgique \| Flandria-De Clerck \| \| \| 5e \| Roger Blockx \| Belgique \| Flandria-De Clerck \| \| \| 6e \| José Samyn \| France \| Pelforth-Sauvage-Lejeune \| \| \| 7e \| Édouard Delberghe \| France \| Pelforth-Sauvage-Lejeune \| \| \| 8e \| Philippe Crépel \| France \| Pelforth-Sauvage-Lejeune \| \| \| 9e \| Michel Quinchon \| France \| \| \| \| 10e \| Eric Demunster \| Belgique \| Flandria-De Clerck \| \| |                   |             |                          |       |
| |                   |             |                          |       |
| Sources : ProCyclingStats Cycling Archives |                   |             |                          |       |
| Classement général |                   |             |                          |       |
| Coureur | Coureur           | Pays        | Équipe                   | Temps |
| 1er | Jean Stablinski   | France      | Mercier-BP-Hutchinson    |       |
| 2e | Barry Hoban       | Royaume-Uni | Mercier-BP-Hutchinson    |       |
| 3e | Herman Decan      | Belgique    | Flandria-De Clerck       |       |
| 4e | Pieter Nassen     | Belgique    | Flandria-De Clerck       |       |
| 5e | Roger Blockx      | Belgique    | Flandria-De Clerck       |       |
| 6e | José Samyn        | France      | Pelforth-Sauvage-Lejeune |       |
| 7e | Édouard Delberghe | France      | Pelforth-Sauvage-Lejeune |       |
| 8e | Philippe Crépel   | France      | Pelforth-Sauvage-Lejeune |       |
| 9e | Michel Quinchon   | France      |                          |       |
| 10e | Eric Demunster    | Belgique    | Flandria-De Clerck       |       |